# Seixas (Vila Nova de Foz Côa)
Pour les articles homonymes, voir Seixas.
Seixas, parfois appelée Seixas do Douro, est une paroisse civile portugaise (en portugais : freguesia) de la municipalité de Caminha dans le district de Viana do Castelo.

## Géographie
Seixas est située dans le nord-est du Portugal, à l'ouest de la municipalité de Vila Nova de Foz Côa.
Son territoire est arrosé par le Douro, qui marque la limite nord de son territoire.

## Démographie
Lors du recensement de 2021, Seixas compte 312 habitants.

## Gastronomie
Gâteaux à l'amande, figues sèches, viande à base de porc, etc.